# Oliarus tangira
Oliarus tangira är en insektsart som beskrevs av Matsumura 1910. Oliarus tangira ingår i släktet Oliarus och familjen kilstritar.
Artens utbredningsområde är Marocko. Inga underarter finns listade i Catalogue of Life.